# Mudi (Rapper)
Mudi, bürgerlich Mahmoud Mouhamed (* 19. Dezember 1992 in Berlin), ist ein deutscher Rapper.

## Biografie
Mudi wuchs als Sohn eines kurdischen Vaters aus der Türkei und einer libanesischen Mutter die in Folge des Libanesischen Bürgerkriegs nach Deutschland geflohen war, in Berlin-Schöneberg auf. Zur Musik kam Mudi über Künstler wie Bushido oder Kool Savas. In jungen Jahren rappte er die Texte nach. Als er merkte, dass er Gefühle besser in Lieder fassen konnte, schrieb er seine ersten Texte. Sein erstes Lied schrieb er für seine Mutter.
Mit 15 Jahren unterstützte ihn sein Cousin Hamudi, der später Alben wie zum Beispiel Therapie nach dem Album von RAF Camora oder Rebell ohne Grund von Prinz Pi mitproduziert hat. Mudi schrieb Texte und rappte auf Beats von seinem Cousin, die er auf YouTube stellte. 2010 erschien das Video Flügel bei aggro.tv auf Youtube, wodurch Mudi einem größeren Publikum bekannt wurde. Entgegen der üblichen Texte der Reihe Halt die Fresse handelte es sich dabei um einen Song, der sich gegen den Krieg und für Frieden aussprach. Anschließend veröffentlichte er einige Featurings mit PA Sports, Prinz Pi und RAF Camora, ansonsten blieb es allerdings ruhig um ihn.
2014 erschien zunächst ein eigenproduziertes Free-Album namens Zeitachse. Obwohl er zu diesem Zeitpunkt mit seiner Musikkarriere eigentlich schon abgeschlossen hatte, unterschrieb er später einen Vertrag bei Virgin Records. Dort erschien sein Album Hayat, das Platz 28 der deutschen Charts erreichte. Als Featuregäste waren PA Sports, Prinz Pi und RAF Camora vertreten. Der Albumtitel bedeutet übersetzt „Leben“. Im Jahr 2017 folgte das dritte Album „Sabr“.

## Musikstil
Zunächst geprägt vom frühen deutschen Gangsta-Rap im Stil von Kool Savas und Bushido, begann Mudi deren Texte und Attitüde zu kopieren. So rappte er über das Leben in Sozialbauten in Berlin-Schöneberg und das Leben auf der Straße. Anschließend merkte er, dass er durch seine Kunst Positives vermittelt will. Etwa zeitgleich begann Mudi auch, Einflüsse arabischer Musik in seine Lieder einzubinden. Seine Texte wurden gefühlvoller und balladesk. Diesen neuen Stil bezeichnete er selbst als „Arabesk Rap“. Statt Geschichten von der Gewalt auf der Straße berichtet Mudi fortan von persönlichen Geschichten, von Menschen, denen er in seinem Leben begegnet ist und von seiner Gefühlswelt, wodurch er den Hörern seine Werte vermitteln will. Gleichzeitig bezieht er sich immer wieder auf den Krieg und das Leid im Heimatland seiner Mutter, die wegen des Libanesischen Bürgerkriegs nach Deutschland geflohen ist.

## Diskografie
Alben
- 2014: Zeitachse
- 2016: Hayat
- 2017: Sabr
- 2018: Hasret
- 2020: Maktub (mit Enes)
- 2021: Amal
- 2022: Nour

EPs
- 2019: Shams EP

Singles
- 2018: Bana (mit MRC)
- 2018: Vorbei
- 2018: 7abaytik (feat. Ali Lebanese)
- 2019: Damar Damar (mit İsmail YK)
- 2019: Hayat (feat. Joshi Mizu)
- 2020: Te Dua (feat. Ardian Bujupi)
- 2020: Neden (mit Enes)
- 2021: Ro7i (feat. Faydee)
- 2021: Deine Augen (feat. Kalazh44)
- 2021: Aldamna (mit Enes)
- 2021: Ohne dich (feat. Menoa)
- 2021: Toxisch
- 2021: Falan Filan (feat. Arda Han)
- 2021: Elveda (mit Enes)
- 2021: Flieg mit mir
- 2021: Hadi komm
- 2021: Weil du mich liebst
- 2022: Wie du (feat. Menoa)

Freetracks
- 2008: Unbezahlbar (feat. Mina)
- 2009: Sonne aus Eis
- 2009: Chromautomatik (feat. Bars & Doni)
- 2009: Wenn ich tot bin
- 2009: Der Regen weint
- 2009: Macht die Augen auf
- 2009: Hoffnung
- 2009: Macht die Augen auf 2
- 2010: Weltstars (feat. Bars)
- 2010: Brief
- 2010: Flügel
- 2010: I Have a Dream
- 2010: Hardrock
- 2011: Sterne am Himmel
- 2011: Vom Hass geführt

Gastbeiträge
- 2010: Chromautomatik von Doni (feat. Bars)
- 2011: Morgengrauen auf Rebell ohne Grund von Prinz Pi (feat. Mudi & RAF Camora)
- 2013: Traumwelt von Tayfun 089
- 2022: Was besseres auf Weißes Herz von Ayliva (AT: Gold, CH: Gold)[5]